# Chico da Princesa
Francisco Octavio Beckert, também conhecido como Chico da Princesa, (Três Barras, 14 de julho de 1954) é um técnico em contabilidade, empresário e político brasileiro, atualmente filiado ao Partido Democrático Trabalhista (PDT).

## Biografia
Natural de Santa Catarina, é filho Octávio Beckert e Julieta Pacheco Beckert, e é casado com Romilda Maria Beckert.
Em 1987, concluiu o curso de técnico em contabilidade no Colégio São Vicente Allotti, em Curitiba, e no ano seguinte tornou-se gerente administrativo da empresa Princesa do Norte S/A, empresa do ramo de viação com sede no município de Santo Antônio da Platina, no Paraná. Neste município, foi um dos fundadores do Partido Liberal (PL).

## Carreira política
Foi eleito vereador pelo PL em 1992, com mandato iniciado em 1993 e ficando no cargo até 1995. Na Câmara dos Deputados, assumiu pela primeira vez como deputado suplente, na legislatura de 1995 a 1999, em 3 de fevereiro de 1995, sendo efetivado em 7 de janeiro de 1997, já que havia se candidatado a deputado federal em outubro de 1994, ficando na suplência. Assumiu o mandato na vaga deixada pelo deputado Reinhold Stephanes, do Partido da Frente Liberal (PFL), que foi nomeado para o Ministério da Previdência no governo de Fernando Henrique Cardoso (FHC).
Em 1995, Chico filiou-se ao Partido Trabalhista Brasileiro (PTB) e passou a integrar a Comissão de Viação e Transportes. Na eleição de outubro de 1998, reelegeu-se deputado federal pelo PTB. Assumiu o mandato em fevereiro de 1999 e filiou-se ao Partido da Social Democracia Brasileira (PSDB), passando então a fazer parte da base de apoio ao segundo governo de FHC. Na eleição de outubro de 2002, foi mais uma vez reeleito pelo PSDB. Assumiu o mandato em fevereiro do ano seguinte e filiou-se ao Partido Liberal (PL), base de apoio do governo Luiz Inácio Lula da Silva. Nessa legislatura, voltou a fazer parte da Comissão de Viação e Transporte.
Na eleição de outubro de 2006, elegeu-se para seu quarto mandato consecutivo pelo PL, assumindo o mandato em fevereiro de 2007. O PL e o Partido da Reedificação da Ordem Nacional (PRONA) organizaram uma fusão para a formação do Partido da República (PR), partido ao qual acabou se filiando.
Na eleição de outubro de 2014, foi candidato a deputado estadual pelo PR e na eleição de outubro de 2018, foi candidato a deputado estadual pelo PDT, não sendo eleito.
Em 2019, o suplente de deputado estadual Hilton Santin Roveda (PR), prefeito de União da Vitória, foi convocado para assumir a vaga do deputado estadual Guto Silva (PSD), entretanto, Roveda abriu mão da cadeira na Alep. Silva foi nomeado por Ratinho Junior para ocupar a cadeira de secretário-chefe da Casa Civil e Chico da Princesa, também figurava na fila de suplentes da coligação PSC/PR/PTdoB, sendo convocado para assumir como deputado estadual por um breve período de tempo.